# Daniel Kahneman
Daniel Kahneman (em hebraico:  דניאל כהנמן; Tel Aviv, 5 de março de 1934 — 27 de março de 2024) foi um psicólogo e economista israelense-americano notável por seu trabalho sobre a psicologia do julgamento e tomada de decisão, bem como economia comportamental, pelo qual recebeu o Prêmio Nobel de Ciências Econômicas de 2002 (compartilhado com Vernon L. Smith). Suas descobertas empíricas desafiaram a suposição da racionalidade humana prevalecente na teoria econômica moderna.
Com Amos Tversky e outros, Kahneman estabeleceu uma base cognitiva para erros humanos comuns que surgem de heurísticas e vieses, e desenvolveu a teoria da perspectiva.
Em 2011, ele foi nomeado pela revista Foreign Policy em sua lista dos principais pensadores globais. No mesmo ano, seu livro Thinking, Fast and Slow, que resume grande parte de sua pesquisa, foi publicado e se tornou um best-seller. Em 2015, The Economist o listou como o sétimo economista mais influente do mundo.
Ele foi professor emérito de psicologia e relações públicas na Princeton School of Public and International Affairs da Princeton University. Kahneman foi sócio-fundador do TGG Group, uma empresa de consultoria de negócios e filantropia. Ele era casado com a psicóloga cognitiva e membro da Royal Society Anne Treisman, que morreu em 2018.

## Livros
- Kahneman, Daniel (1973). Attention and Effort. [S.l.]: Prentice-Hall
- Kahneman, Daniel; Slovic, Paul; Tversky, Amos (1982). Judgment Under Uncertainty: Heuristics and Biases. [S.l.]: Cambridge University Press
- Kahneman, Daniel; Diener, E.; Schwarz, N. (1999). Well-Being: The Foundations of Hedonic Psychology. [S.l.]: Russell Sage Foundation
- Kahneman, Daniel; Tversky, Amos (2000). Choices, Values and Frames. [S.l.]: Cambridge University Press
- Kahneman, Daniel; Gilovich, Thomas; Griffin, Dale (2002). Heuristics and Biases: The Psychology of Intuitive Judgment. [S.l.: s.n.] ISBN 978-0521792608
- Kahneman, Daniel (2011). Thinking, Fast and Slow. [S.l.]: Farrar, Straus and Giroux. ISBN 978-0374275631 (Revisados por Freeman Dyson - New York Review of Books, 22 Dez. 2011, pp. 40–44.)
- Kahneman, Daniel; Sibony, Olivier; Sunstein, Cass R. (2021). Noise: A Flaw in Human Judgment. [S.l.]: William Collins. ISBN 978-0008308995

## Entrevistas
- "Can We Trust Our Intuitions?" em Alex Voorhoeve Conversations on Ethics. Oxford University Press, 2009. ISBN 978-0-19-921537-9 (Discute as visões de Kahneman sobre a confiabilidade das intuições morais [julgamentos de casos] e a relevância de seu trabalho para a busca do "equilíbrio reflexivo" na filosofia moral.)
- All in the Mind, ABC, Australia (2003)
- All in the Mind, BBC, Great Britain (2011)

Entrevistas online
- Thinking about Thinking – An Interview with Daniel Kahneman (2011)  Arquivado em outubro 31, 2013, no Wayback Machine
- Conversation with Tyler – Daniel Kahneman on Cutting Through the Noise (2018) Daniel Kahneman on Cutting Through the Noise (Ep. 56 - Live at Mason)
- The Knowledge Project Podcast – Daniel Kahneman: Putting Your Intuition on Ice (2019) Daniel Kahneman: Putting Your Intuition on Ice
- Lex Fridman Podcast #65 – Daniel Kahneman: Thinking Fast and Slow, Deep Learning, and AI (2020) Daniel Kahneman: Thinking Fast and Slow, Deep Learning, and AI | MIT | Artificial Intelligence Podcast
- The Jordan Harbinger Show #518 – Daniel Kahneman: When Noise Destroys Our Best of Choices (2021) Daniel Kahneman | When Noise Destroys Our Best of Choices[6]

Entrevistas na televisão
- How You Really Make Decisions – Horizon (BBC TV series) – Series 2013–2014 No. 9